# Laskowiec (Łódź)
Pour les articles homonymes, voir Laskowiec.
Laskowiec est une localité polonaise de la gmina et du powiat de Zduńska Wola en voïvodie de Łódź.